# Eduardo Saavedra
Eduardo Saavedra y Moragas (Tarragona, 27 de febrero de 1829-Madrid, 12 de marzo de 1912) fue un ingeniero, arquitecto, arqueólogo y arabista español. Fue miembro de la Real Academia de la Historia y senador por la misma, y de la Real Academia de las Ciencias, de la Real Academia Española y cofundador y presidente de la Real Sociedad Geográfica.

## Biografía

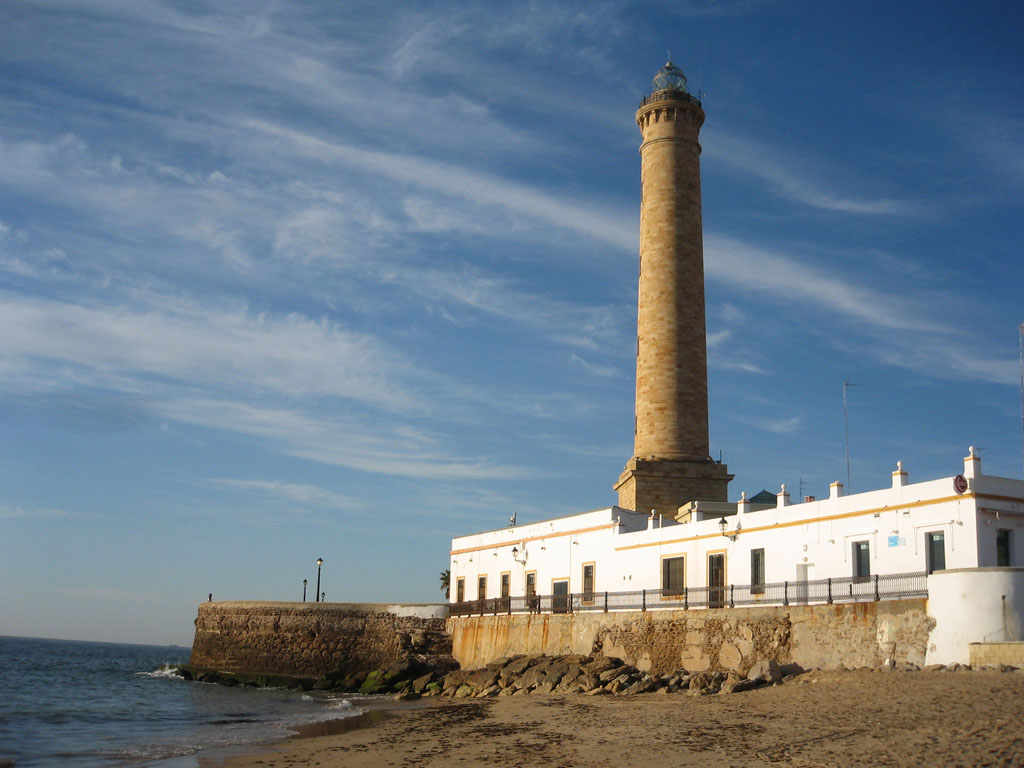
Faro de Chipiona, proyectado por Eduardo Saavedra.

Eduardo Saavedra fue hijo del militar Ignacio Saavedra Dumont y de Francisca Moragas Jenkins. Cursó el bachillerato entre Tarragona, Sevilla y Lérida. Posteriormente, inició sus estudios universitarios en la Facultad de Derecho de la Universidad de Madrid. Sin embargo, decidió cambiar su vocación y en 1846 ingresó en la Escuela de Ingenieros de Caminos. Durante la carrera obtuvo unos resultados sobresalientes, finalizándola el número uno de la promoción de 1851.
En 1857 proyecta el Faro de Chipiona, el más alto de España. Fue el descubridor del emplazamiento de las ruinas de Numancia en 1860 en la provincia de Soria y presidió la comisión que se creó para llevar a cabo las excavaciones arqueológicas del lugar. También descubrió la XVII vía romana  entre Uxama y Augustóbriga mientras trabajaba en el proyecto de carreteras entre Soria y El Burgo de Osma-Ciudad de Osma.
En su haber también estuvo el proyecto para la estación del Norte en León, cuya arquitectura estaba inspirada en el «Secesionismo» vienés, y que sería inaugurada en noviembre de 1863.

## Obra

### Estudios arqueológicos
- "Descripción de la vía romana entre Uxama y Augustóbriga", en Memorias de la Real Academia de la Historia, vol. 9, 1879

### Estudios arábigos
- La Geografía de España de El Idrisí, Madrid, 1881.
- Intereses de España en Marruecos, Madrid, 1884.
- Estudio sobre la invasión de los árabes en España, Madrid, 1891.
- La mujer mozárabe, Madrid, 1904.

| Predecesor: Manuel Bretón de los Herreros | Académico de la Real Academia Española Sillón B 1878-1912                  | Sucesor: Ricardo León y Román                  |
| Predecesor: Juan de Cueto y Herrera       | Real Academia de la Historia Medalla 36 1861-1912                          | Sucesor: Julián Ribera y Tarragó               |
| Predecesor: Francisco Chacón y Orta       | Real Academia de Ciencias Exactas, Físicas y Naturales Medalla 6 1869-1912 | Sucesor: Augusto Krahe y García                |
| Predecesor: Antonio Cánovas del Castillo  | Presidente de la Real Sociedad Geográfica 1881-1883                        | Sucesor: Ángel Rodríguez de Quijano y Arroquia |